# Jonás Ramalho
Jonás Ramalho Chimeno, född 10 juni 1993 i Barakaldo (Baskien) är en spansk fotbollsspelare, med ursprung från Angola. Han spelar för Malaga CF i andra spanska ligan.

## Klubbkarriär
Jonás Ramalho gick med i Athletic 2003, och har med åren byggt sig upp i farmarlagen Baskonia och Bilbao Athletic. Den 20 november 2011 gjorde han debut i ligan med ett inhopp i 85:e minuten mot Sevilla FC. 2013 blev Ramalho inlånad till spanska klubben Girona FC. Juni 2019 lämna Ramalho Girona FC, men återvände den 20 augusti på ett treårskontrakt